# واهاگن ماخسودیان
واهاگن واهرامی ماخسودیان (ارمنی: Վահագն Վահրամի Մախսուդյան؛ زادهٔ ۳ مهٔ ۱۹۴۹) سیاستمدار اهل ارمنستان است که از تاریخ ۲۰۰۷ تا تاریخ ۲۰۱۷ سمت نمایندگی دوره‌های چهارم و پنجم مجلس ملی جمهوری ارمنستان را برعهده داشت.

## زندگی‌نامه
در ۳ مهٔ ۱۹۴۹ در زولاکار به دنیا آمد.